# Karl Larsson (politiker)
Karl Laurentius Johan Larsson (i riksdagen kallad Larsson i Bondarve), född 7 juli 1854 i Fole socken i Gotlands län, död där 23 april 1933, var en svensk lantbrukare och politiker. Han var son till Per Larsson.
Larsson var ledamot av riksdagens andra kammare 1901–1920, invald i Gotlands norra domsagas valkrets 1901–1911 samt Gotlands läns valkrets 1912–1920. Han tillhörde Lantmannapartiet 1901–1911 och Lantmanna- och borgarpartiet 1912–1920. Karl Larsson är begravd på Fole kyrkogård.